# Музика Віталій Миколайович
Віталій Миколайович Музика (9 грудня 1948, Харків — 15 січня 2009, Харків) — радянський та український діяч правоохоронних органів, начальник Управління міністерства внутрішніх справ України у Харківській області у 1994—1999 роках. З його діяльністю пов'язується перемога над організованою злочинністю у Харкові на початку 1990-х років. Генерал-лейтенант міліції (1999).

## Життєпис

### Початок кар'єри
Віталій Музика народився 9 грудня 1948 року у Харкові. У сімнадцятирічному віці поступив до Харківського пожежно-технічного училища МВС СРСР, яке закінчив у 1969 році. Протягом двох років працював у пожежній охороні, зокрема начальником караулу першої самостійної воєнізованої пожежної частини Дзержинського району міста Харкова. Пізніше перейшов на оперативну роботу до міліції. Послідовно обіймав посади інспектора та старшого інспектора відділу карного розшуку УВС Харкова, інспектора карного розшуку спецкомендатури по Дзержинському РВВС, старшого інспектора та начальника відділення карного розшуку УВС Харкова, заступника начальника відділу карного розшуку УВС Харкова. Паралельно з роботою у міліції здобував вищу освіту у Харківському юридичному інституті імені Ф. Е. Дзержинського, який закінчив у 1974 році. На початку 1980-х років, через збільшення квартирних крадіжок у місті, Віталій Музика запропонував створити загальноміський підрозділ з протидії квартирним крадіжкам. Цей експериментальний підрозділ виявився дуже ефективним і він став відомим на весь СРСР. З 1985 року працював заступником начальника УВС Харкова.
У 1990 році полковник Музика очолив новостворене харківське відділення шостого управління МВС, яке призначалося для боротьби з організованою злочинністю. Наступного року очолив міжрегіональний відділ по боротьбі з організованою злочинністю, який базувався у Харкові. У 1992 році протидією організованої злочинності стала займатися Служба безпеки України тому Музика перейшов до цього відомства, де став заступником начальника управління по Харківській області. Журналіст Олександр Помиткин відмічав, що саме ефективній діяльності Віталія Музики у Харкові у 1991—1993 роках вдалося перемогти організовану злочинність. Хоча діяльність відділу Музики зустріла певну протидію з боку обласного Управління міністерства внутрішніх справ, яке очолював тоді Олександр Бандурка.

### Голова обласного управління

Меморіальна дошка у Харкові

Успішна діяльність Віталія Музики була відмічена керівництвом і після відставки у 1994 році Олександра Бандурки, у серпні того ж року Музика очолив Управління міністерства внутрішніх справ України у Харківській області. Тоді ж йому було надане спеціальне звання генерал-майора міліції. Під час керівництва Музики боротьба з організованою злочинністю залишалася пріоритетним напрямком. Тому, як відмічав один з наступників Музики — Станіслав Денисюк, Харків мав репутацію «міліційного міста» і навіть злочинці «гастролери» його оминали.
Під час керівництва Віталія Музики були відкриті нові будівлі для науково-дослідного експертно-криміналістичного центру і для управління по боротьбі з організованою злочинністю. Для спеціалізованого монтажно-експлуатаційного управління ДАІ Віталій Музика виділив нове приміщення, а також він сприяв відкриттю четвертого корпусу управління ДАІ. Займався соціальними питаннями відомства, створив відомчий центр соціальної роботи «Злагода», який, в першу чергу, займався допомогою ветеранам міліції. Велику увагу приділяв вшановуванню пам'яті загиблих працівників міліції та допомозі їх сім'ям. З ініціативи Віталія Музики був побудований меморіальний комплекс, до якого входять: Пам'ятник міліціонерам, загиблим у боротьбі зі злочинністю, Музей історії міліції та Архангело-Михайлівська каплиця. Сам Віталій Музика був глибоковіруючим християнином, його особисто хрестив митрополит Харківський і Богодухівський Никодим. Також Музика дбав про покращення житлових умов працівників, для чого було побудовано чотири житлові будинки та секція багатоповерхового будинку на 280 квартир.
За час його головування, у харківської міліції були створені нові підрозділи — муніципальна міліція та велосипедний взвод. Маючи на меті підвищити спеціальну фізичну та бойову підготовку працівників відомства, Віталій Музика розпочав будівництво спеціального полігону. У 1996 році був створений навчальний центр підготовки працівників органів внутрішніх справ. Також у 1995—2000 роках очолював Харківську обласну організацію Фізкультурно-спортивного товариства «Динамо» України.

Могила Віталія Музики на Другому міському кладовищі Харкова

У 1998 році стався конфлікт Віталія Музики зі своїм попередником Олександром Бандуркою, на той час народним депутатом України та ректором Харківського університету внутрішніх справ. Після того як Бандурка в одному інтерв'ю заявив, що Музика досяг такого успіху у боротьбі з організованою злочинністю через те, що був його учнем, Музика заявив, що нічого доброго у Бандурки він не навчився. Також Музика дав кілька інтерв'ю, де натякав про корупцію та зловживання свого попередника.
Указом президента України від 21 січня 1999 року, Віталію Музиці було надане спеціальне звання генерал-лейтенанта міліції. Того ж року, після того, як він знову підняв питання про корупцію серед вищого керівництва міліції, від Міністерства внутрішніх справ до Харкова приїхала комісія, яка виявила у Музики «недоліки у роботі з особовим складом», внаслідок чого його відправили у відставку. Журналіст Олександр Помиткин, хоча і називав рішення комісії вірним враховуючи численні зловживання харківських міліціонерів, але вважав реальною причиною відставки Музики його конфлікт із Бандуркою та близькі стосунки останнього з тодішнім міністром внутрішніх справ — Юрієм Кравченком.

### Подальше життя і пам'ять
Після відставки залишався впливовою людиною, він підтримував багато важливих зв'язків як у регіоні, так і у столиці. Зокрема товаришував з колишнім головою СБУ Володимиром Радченко. Мав велику повагу серед харківських міліціонерів, багато з яких вважали його своїм наставником.
Помер Віталій Музика 15 січня 2009 року від серцевого нападу, громадянську панахиду провели у Палаці Культури Головного управління МВС в Харківській області. Його поховали на Другому міському кладовищі Харкова. Пізніше на могилі був встановлений пам'ятник, який 6 грудня 2009 року освятив архиєпископ Ізюмський Онуфрій.
На фасаді будівлі Національного університету цивільного захисту України, 20 вересня 2017 року була встановлена меморіальна дошка Віталію Музиці за авторством скульптора Олександра Рідного.

## Нагороди
- орден «За заслуги» III ступеня (1997)[15]
- медаль «За військову службу Україні»[7]
- відзнака МВС «Лицар Закону» (2008)[16]
- відзнака МВС медаль «За доблесть і відвагу у службі карного розшуку» I ступеня (2008)[16]
- заслужений працівник МВС[7]
- почесна відзнака Харківської обласної ради «Слобожанська слава» (2008)[6]